# جريدة جنوب الصين الصباحية
جريدة جنوب الصين الصباحية (بالإنجليزية: South China Morning Post)‏ ونسختها الصادرة يوم الأحد هي صحيفة هونغ كونغية تصدر باللغة الإنجليزية. تأسست المجلة من قبل الثوري الأسترالي المولد تسي تسان-تاي (Tse Tsan-tai) والصحفي البريطاني ألفريد كونينغهام في عام 1903. ونشرت الطبعة الأولى في 6 نوفمبر 1903. وكان تداول المجلة مستقرا نسبيا لسنوات، حيث بلغ متوسط التداول اليومي 100,000.
كانت مملوكة من قبل شركة الأخبار روبرت مردوخ حتى تم الحصول عليها من قبل قطب العقارات روبرت كوك في عام 1993. في 11 ديسمبر 2015، أعلنت مجموعة علي بابا أنها اكتسبت أملاك وسائل الإعلام للجريدة. وفي 5 أبريل 2016 أكملت مجموعة علي بابا الاستحواذ.

## وصلات خارجية
- جريدة جنوب الصين الصباحية على موقع روتن توميتوز (الإنجليزية)
- الموقع الرسمي